# Шахістка (роман)
Шахістка (La Joueuse d’échecs) – франкомовний роман німецької письменниці Бертіни Хенрікс, опублікований видавництвом Feryane у 2006 році.

## Сюжет
Елені працює покоївкою у готелі на невеликому острові Наксос. 
Життя іде неквапливо та звично, але одного разу, прибираючи у готельному номері, Елені бачить шахову дошку з фігурами. Оскільки вона завжди сприймала шахи, як дуже складну, загадкову гру, це її зацікавлює та вона вирішує  купити шахи в подарунок чоловікові до дня народження. Вона мріє, як вони навчаться цієї гри та будуть разом проводити час.
Оскільки Елені не має належної уяви про шахи, вона звертається за допомогою у виборі набору для гри до Куроса, свого шкільного вчителя. Він тривалий час працював у школі, навчаючи дітей і користувався повагою та мав неабиякий авторитет серед мешканців Наксоса.
Курос погоджується допомогти Елені та купує електронні шахи. Він пояснює Елені, що в цій версії  можна навчаючись самому грати проти комп'ютера.
Проте чоловік не оцінює подарунок. Але  Елені, за допомогою правил, що додавались до гри, починає опановувати гру в шахи самотужки. Але ані оточуючі, ані чоловік не розуміють та, навіть, засуджують Елені. 
В свою чергу Елені, усвідомлюючи необхідність подальшого розвитку, знов звертається за допомогою до Куроса та починає грати з ним. 
Курос, віддає належне завзятості та наполегливості Елені і через певний час організовує її участь у шаховому турнірі в Афінах. Мешканці Наксоса, які не сприймали захоплення Елені, почувши від Куроса новину, що вона представляє їх острів на шаховому турнірі, змінюють свої настрої щодо неї. 

## Відзнаки та нагороди
У 2006 році за роман «Шахістка» Б. Хенрікс була відзначена Міжнародною  книжковою премією «Corine».

## Екранізації
У 2009 році французькою режисеркою Керолін Боттаро за мотивами роману був знятий однойменний фільм.